# Altavilla Vicentina
Altavilla Vicentina (deutsch veraltet: Altwiller, zimbrisch: Altville) ist eine norditalienische Gemeinde (comune) mit 11.808 Einwohnern (Stand 31. Dezember 2023) in der Provinz Vicenza in Venetien. Die Gemeinde liegt etwa 7,5 Kilometer südwestlich von Vicenza.

## Geschichte

### Älteste Funde, Siedlung des 14. bis 12. Jahrhunderts v. Chr.
Der wohl älteste Fund auf dem Gebiet der Kommune stammt aus dem 3. bis 2. Jahrtausend v. Chr. Es handelt sich um zwei steinerne Beile. Aus dem 14. bis 12. Jahrhundert stammt eine Ansiedlung, die sich bei Erdarbeiten am Colle della Rocca fand. Anhand von Keramiken ließen sich venetische und rhätische Einflüsse belegen. Mutmaßungen gehen dahin, dass eine Festung am Weg zwischen Vicenza und Verona bestand, doch wurde bisher nicht systematisch danach gesucht.

### Blüte im Römischen Reich und Aufgabe im 9. Jahrhundert
Die als ‚Rocca‘ bezeichnete Festung stammt jedenfalls aus römischer Zeit; dort fanden 2010 Grabungen statt. Eine nicht genauer zu datierende Fundgruppe ließ sich einer römischen Villa in der Nähe des Palazzo Morosini zuordnen.
Mit dem Bau der Via Postumia (148 v. Chr.) war zugleich eine Reihe von Bonifikationen der umgebenden Ebene verbunden, die wiederum den Siedlungen zugutekamen. Der seinerzeitige Ortsname Maranus könnte auf Sümpfe verweisen, aber auch ein Veteranengut wurde diskutiert. Während der Völkerwanderung wurde der schwer zu verteidigende Ort in der Ebene zugunsten des Festungshügels spätestens im 9. Jahrhundert aufgegeben. Dabei wurde die Festung wegen der Ungarn, die etwa 899 die Region plünderten, ausgebaut.

### Von der Erstnennung bis zu den Signorie des Spätmittelalters (1000–1404)
Altavilla erscheint erstmals im Jahr 1000 in einer Urkunde des Bischofs von Vicenza. Darin gestattet Kaiser Otto III. dem Bischof Gerolamo, auf dem Hügel ein System von Befestigungen zu errichten. Nach wechselhaften Auseinandersetzungen um die Festung wurde sie 1194 vom Bischof eingeebnet. Dennoch saß dort um 1250 als Kastellan ein Giovanni da Apricena, der aus Apulien stammte. Ihm folgte, gleichfalls in Diensten der Staufer, sein Sohn Roberto.
Aus der ersten Hälfte des 13. Jahrhunderts stammt die Kirche San Biagio. Sie lag im Patronat der Familie Valmarana, daher setzte sie den Priester ein, und nicht der Bischof. Der Streit um diese Patronate, die dem Bischof von Vicenza zunehmend entzogen wurden, brachte Altavilla in Konflikt mit den Herren Trissino und den Da Velo. 1311 übernahmen die Scaligeri von Verona das Gebiet, womit es erstmals wieder Teil einer größeren, zusammenhängenden Herrschaft wurde; ihnen folgten 1387 die Visconti von Mailand. 1404 kam der Ort im Zuge der Eroberung der Terraferma an die Republik Venedig.

### Republik Venedig (1404–1797)
Während der Herrschaft Venedigs errichteten mehrere Grafenfamilien, wie die Conti Chiericati, die Ende des 16. Jahrhunderts umfangreiche Grund um Altavilla besaßen, Landpaläste. Francesco Chiericati verfügte bereits 1509 über 500 Mann Hilfstruppen (fanti) im Kampf gegen Kaiser Maximilian I.
1724 wurde hier die Villa Valmarana Morosini als Residenz des Benedetto Valmarana durch Francesco Muttoni errichtet.

### Napoleon und die Österreicher (1797–1866)
Nach dem Vertrag von Campoformio kam der Ort mit Venetien an Österreich, bzw. an das Lombardisch-Venetische Königreich. Napoleon enteignete den kirchlichen Besitz, die Mönche wirkten partiell bei der Opera di Carità e Assistenza mit. Im April 1848 sprachen sich 211 Abstimmungsberechtigte aus Altavilla für den Anschluss an das Königreich Sardinien aus. Am 9. Juni passierte die Armee Österreichs unter Führung des Feldmarschalls Josef Radetzky den Ort, General von Culoz umzingelte die Revolutionstruppen am Monte Berico. Als die Österreicher 1866 abziehen mussten, wurde der Waggon, der sie nach Wien bringen sollte, mit Grassoden beworfen.

### Italien (seit 1866), Weltkriege
Während des Ersten Weltkriegs entstanden auf der Rocca Schanzen und Schützengräben, doch wurde die Festung nie belagert. Während des Zweiten Weltkriegs schlossen sich einige der Bewohner der Resistenza, genauer der Brigata Argina oder der Brigata Segato an, die zur Divisione Vicenza gehörten. Bis zum 28. April 1945 kam es zu zahlreichen Sabotageakten, wobei die Bahnlinie allein 39 mal beschossen wurde.
Ein wichtiger Produktionszweig wurden die Fahrgeschäfte der Familie Zamperla, die etwa für Disneyland Paris hergestellt wurden.

## Töchter und Söhne der Gemeinde
- Imerio Massignan (1937–2024), Radrennfahrer

## Verkehr
Durch die Gemeinde führt die Autostrada A4 von Turin nach Triest. Der nächste Autobahnanschluss befindet sich jedoch nicht auf dem Gemeindegebiet. Durch die Ortschaften der Gemeinde führt ferner die Strada Regionale 11 Padana Superiore. Der Bahnhof im Ortsteil Tavernelle liegt an der Bahnstrecke Mailand–Venedig.